# Jeux mondiaux féminins de 1930

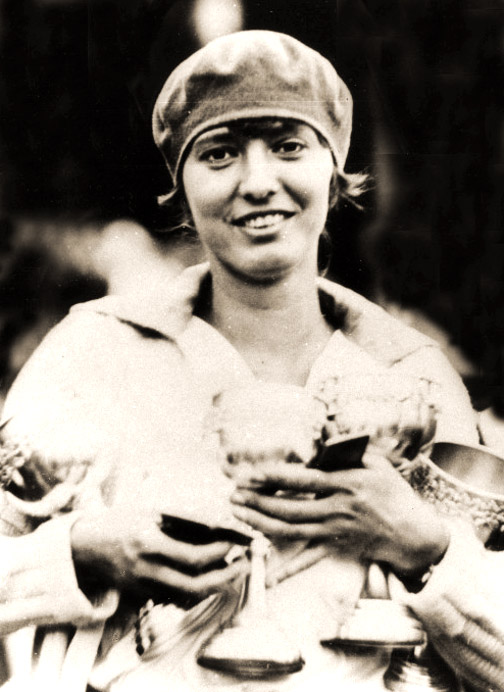
Halina Konopacka, gagnante du lancer du disque.

Les Jeux mondiaux féminins de 1930 (en tchèque et slovaque III Ženské Světové Hry v Praze) sont la troisième édition régulière des Jeux mondiaux féminins et ont lieu du 6 au 9 septembre,, au stade Letná à Prague,.

## Histoire
Les Jeux sont organisés par la Fédération sportive féminine internationale présidée par Alice Milliat comme réponse au refus du comité international olympique d'accepter des épreuves féminines aux Jeux olympiques d'été de 1924 et à la suite du succès des deux premières éditions organisées à Paris en 1922 et Göteborg en 1926,,,.
Les Jeux accueillent 270 participantes de 17 nations différentes,,, dont l'Autriche, la Belgique, la Tchécoslovaquie, la France, l'Allemagne, la Grande-Bretagne, (16 athlètes), l'Italie, le Japon (6 athlètes), la Lettonie, les Pays-Bas, la Pologne, la Suède et la Suisse. Le Canada participe avec une équipe de basket-ball,.
Les athlètes concourent dans 12 disciplines, : la course (60 m, 100 m, 200 m, 800 m, 4 x 100 m relais et 80 m haies), saut en hauteur, saut en longueur, lancer du disque, lancer du javelot, lancer du poids et triathlon (100 m, saut en hauteur et javelot). Le tournoi accueille également des matchs d'exhibitions de basket-ball, handball, d'escrime, de tir et de canoë.
Le tournoi s'ouvre avec une cérémonie de style olympique. 15 000 spectateurs y assistent . Selon André Drevon, ce serait au total près de 60 000 spectateurs qui se sont déplacées pour voir les épreuves de cette édition. 
Le 8 septembre, le seul match de basket-ball est joué entre le Canada (équipe de l'ouest) et la France (équipe d'Europe), et le Canada gagne par 18 à 14,.

## Tableau des médailles
| Event             | Or                                                            | Or      | Argent                                                          | Argent  | Bronze                                                                            | Bronze  |
| ----------------- | ------------------------------------------------------------- | ------- | --------------------------------------------------------------- | ------- | --------------------------------------------------------------------------------- | ------- |
| 60 m              | Stanisława Walasiewicz Pologne                                | 7.7     | Lisa Gelius Allemagne                                           | 7.8     | Kinue Hitomi Japon                                                                | 7.8     |
| 100 m             | Stanisława Walasiewicz Pologne                                | 12.5    | Tollien Schuurman Pays-Bas                                      | 12.6    | Lisa Gelius Allemagne                                                             | 12.6    |
| 200 m             | Stanisława Walasiewicz Pologne                                | 25.7    | Tollien Schuurman Pays-Bas                                      | 25.8    | Nellie Halstead Royaume-Uni                                                       | 26.0    |
| 800 m             | Gladys Lunn Royaume-Uni                                       | 2:21.9  | Marie Dollinger Allemagne                                       | 2:22.0  | Brita Lovén Suède                                                                 | 2:24.8  |
| 80 m haies        | Maj Jacobsson Suède                                           | 12.4    | Gerda Pirch Allemagne                                           | 12.7    | Ursula Birkholz Allemagne                                                         | 12.7    |
| 4×100 m relais    | Allemagne Rosa Kellner Agathe Karrer Luise Holzer Lisa Gelius | 49.9    | Royaume-Uni Eileen Hiscock Ethel Scott Ivy Walker Daisy Ridgley | 50.5    | Pologne Alina Hulanicka Maryla Freiwald Stanisława Walasiewicz Felicja Schabińska | 50.8    |
| Saut en hauteur   | Inge Braumüller Allemagne                                     | 1.57 m  | Carolina Gisolf Pays-Bas                                        | 1.57 m  | Helma Notte Allemagne                                                             | 1.53 m  |
| Saut en longueur  | Kinue Hitomi Japon                                            | 5.90 m  | Muriel Gunn Royaume-Uni                                         | 5.76 m  | Selma Grieme Allemagne                                                            | 5.71 m  |
| Lancer du poids   | Grete Heublein Allemagne                                      | 12.49 m | Gustel Hermann Allemagne                                        | 12.12 m | Liesl Perkaus Autriche                                                            | 11.48 m |
| Lancer du disque  | Halina Konopacka Pologne                                      | 36.80 m | Tilly Fleischer Allemagne                                       | 35.82 m | Vittorina Vivenza Italie                                                          | 35.23 m |
| Lancer du javelot | Liesel Schumann Allemagne                                     | 42.32 m | Augustine Hargus Allemagne                                      | 40.99 m | Kinue Hitomi Japon                                                                | 37.01 m |
| Triathlon         | Ellen Braumüller Allemagne                                    | 198 pts | Kinue Hitomi Japon                                              | 194 pts | Ruth Svedberg Suède                                                               | 175 pts |

Une médaille commémorative spéciale est donnée aux participantes.

## Classement des nations
| Place | Nation      | Points |
| ----- | ----------- | ------ |
| 1     | Allemagne   | 57     |
| 2     | Pologne     | 26     |
| 3     | Royaume-Uni | 19     |
| 4     | Japon       | 13     |
| 5     | Suède       | 10     |